# Cleome coeruleo-rosea
Cleome coeruleo-rosea är en paradisblomsterväxtart som beskrevs av Ernest Friedrich Gilg och Benedict. Cleome coeruleo-rosea ingår i släktet paradisblomstersläktet, och familjen paradisblomsterväxter. Inga underarter finns listade i Catalogue of Life.